# Благовијести
Благовијести (црсл. Благовѣ́щенїе, калк грч. , лат. Annuntiatio) јеванђељски је догађај и њему посвећен хришћански празник, најава арханђела Гаврила Дјевици Марији о предстојећем рођењу Исуса Христа.
У православљу се убраја међу дванаест великих празника. Јерусалимска, Руска, Грузинска, Српска и Пољска православна црква, као и Украјинска гркокатоличка црква (на простору Украјине), старовјерци и старокалендарци, Благовијести празнују 25. марта (7. априла) по јулијанском календару (у 20—21. вијеку, 25. март по јулијанском одговара 7. априлу по грегоријанском). Цариградска, Александријска, Антиохијска, Румунска, Бугарска, Кипарска, Грчка, Албанска, Чешких земаља и Словачке и Америчка православна црква, као и Католичка црква и протестантске деноминације, Благовијести празнују 25. марта по грегоријанском (новојулијански) календару.

## Догађаји

### По канонским јеванђељима
Догађаје Благовијести описује један јеванђелиста — апостол Лука. У свом јеванђељу он извјештава да је у шестом мјесецу по зачећу праведне Јелисавете, мајке светог Јована Претече, арханђела Гаврила Бог послао у Назарет Дјевици Марији са вијешћу о предстојећем рођењу Спаситеља свијета:
И ушавши к њој анђео рече: Радуј се, благодатна! Господ је с тобом, благословена си ти међу женама! А она видјевши га, уплаши се од ријечи његове и мишљаше: какав би ово био поздрав? И рече јој анђео: Не бој се. Марија, јер си нашла благодат у Бога! И ево зачећеш и родићеш сина, и надјенућеш му име Исус. Он ће бити велики, и назваће се Син Вишњега, и даће му Господ Бог пријесто Давида оца његова; И цароваће над домом Јаковљевим вавијек, и царству његову неће бити краја.— Лк. 1:28—33
Према одређеном броју теолога, ријечи арханђела Гаврила — „Радуј се, благодатна!” — прве су „добре” вијести за човјечанство од пада Адама и Еве. Теофилакт Охридски у свом тумачењу Јеванђеља по Луки пише: „Пошто је Господ рекао Еви: ’с мукама ћеш дјецу рађати’” (1 Мојс. 3:16), сада се ова бол рјешава радошћу коју анђео доноси Дјевици, говорећи: „Радуј се, благодатна!”. Пошто је Ева била проклета, Марији је сада речено: „благословена си ти”.
Сумњајући (према Григорију Чудотворцу, плашећи се кршења њеног дјевичанства), Марија је анђелу поставила питање: „како ће то бити кад ја не знам за мужа?”. На шта је анђео обећао безсјемено, тајанствено зачеће — „дух свети доћи ће на тебе, и сила највишега осјениће те”, а затим, у знак подршке „Јер у Бога све је могуће што рече”, давајући примјер њене сроднице Јелисавете.
Марија, увидјевши вољу Божију у ријечима анђела, она изговара врло значајне ријечи: „ево слушкиње Господње; нека ми буде по ријечи твојој”. Вјерује се да се у тренутку када је Дјевица Марија изговорила ове ријечи, догодило Безгрешно зачеће Исуса Христа. Николај Кавасила коментарише ове ријечи:
Оваплоћење није било само дјело Оца, Његове Силе и Његовог Духа, већ и дјело воље и вјере Пресвете Дјеве. Без пристанка Безгрјешне, без помоћи Њене вјере, овај план би остао неиспуњен, баш као и без дјеловања Самих три Лица Божанске Тројице. Тек након што је Бог поучио и увјерио Свету Дјевицу, Он прихвата Њу у Мајци и позајмљује Њено тијело, које Му Она радо пружа. Како се добровољно оваплотио, било му јеи угодно што ће га Његова Мајка родити слободно и Својом добром вољом.
Својом понизношћу и пристанком, по ријечима Атанасија Великог, Марија је изразила своје исповиједање вјере. Пореди је са завјетним плочама, „ја сам скрижал (таблица, плоча) на којој Писац пише што Му је угодно. Нека Господ свега пише и твори што хоће”.
Христос је васкрсао тридесет четири године касније, на исти датум на који се водио описани разговор Божјег изасланика и будуће Богородице. Зато се 25. март/7. април сматра за аутентични датум Васкрса, а ретки случајеви када се Васкрс поклопи са овим непокретним празником, зову се „Кириопасха”.
Пре Другог светског рата ово је била слава друштва „Српска мајка”, које се старало о деци.